# Hrabstwo Coahoma
Hrabstwo Coahoma (ang. Coahoma County) – hrabstwo w stanie Missisipi w Stanach Zjednoczonych. Obszar całkowity hrabstwa obejmuje powierzchnię 583,14 mil² (1510,33 km²). Według szacunków United States Census Bureau w roku 2009 miało 26 936 mieszkańców.
Hrabstwo powstało w 1836 roku.

## Miejscowości
- Clarksdale
- Coahoma
- Friars Point
- Farrell (CDP)
- Jonestown
- Lula
- Lyon[4].

| Populacja hrabstwa w poprzednich latach | Populacja hrabstwa w poprzednich latach |
| Rok                                     | Liczba ludności                         |
| --------------------------------------- | --------------------------------------- |
| 1980                                    | 36 616                                  |
| 1990                                    | 31 665                                  |
| 2000                                    | 30 622                                  |
| 2005                                    | 29 002                                  |